# Iminium

De algemene structuur van het iminiumion

Een iminiumion bestaat uit een positief geladen stikstofatoom dat met een dubbele binding aan een koolstofatoom gebonden is. Het iminiumion kan beschouwd worden als een geprotoneerd, eventueel gesubstitueerd, imine.
Iminiumzouten spelen in de organische chemie een belangrijke rol in een groot aantal reacties. Er zijn een aantal andere namen, namelijk imoniumion en immoniumion, voor deze groep verbindingen in gebruik, maar deze worden afgeraden door de IUPAC.
Een bekend voorbeeld van een iminiumzout is het Eschenmoserzout.

## Reacties
Reacties waarbij iminiumionen of iminiumzouten een rol spelen zijn:
- Beckmann-omlegging
- Duff-reactie
- Stephen-reactie
- Vilsmeier-Haack-reactie

## Iminyliumionen
Een iminyliumion heeft als algemene structuur R2C=N+. De substituenten aan het stikstofatoom in de iminiumzouten ontbreken. Zij zijn een onderdeel van de groep nitreniumionen. 